# 巴诺-维勒加尼翁
巴诺-维勒加尼翁（法語：Bannost-Villegagnon，法語發音：[bano vilɡaɲɔ̃] ⓘ）是法国塞纳-马恩省的一个市镇，属于普罗万区。该市镇于1973年1月1日由原市镇巴诺（Bannost）和维勒加尼翁（Villegagnon）合并而成。

## 地理
巴诺-维勒加尼翁（48°40'42"N, 3°11'30"E）面积19.41 平方千米，位于法国法蘭西島大區塞纳-马恩省，该省份为法国北部内陆省份，北起瓦兹省，西接埃松省、马恩河谷省、塞纳-圣但尼省和瓦兹河谷省，南至卢瓦雷省，东南接约讷省，东临马恩省和奥布省，东北接埃纳省。
与巴诺-维勒加尼翁接壤的市镇（或旧市镇、城区）包括：圣伊利耶、伯扎勒、布瓦东、达尼、弗雷图瓦、茹伊勒沙泰勒、舍努瓦斯-屈沙尔穆瓦。
巴诺-维勒加尼翁的时区为UTC+01:00、UTC+02:00（夏令时）。

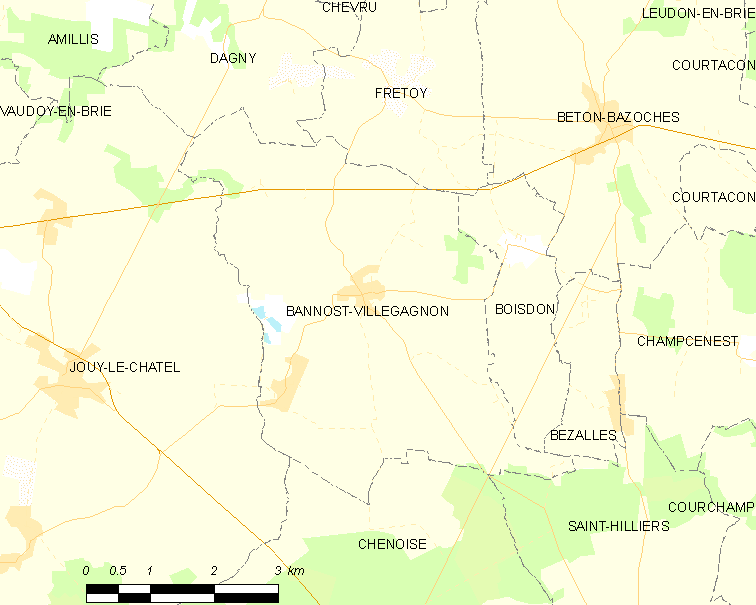
巴诺-维勒加尼翁的OSM定位图

## 行政
巴诺-维勒加尼翁的邮政编码为77970，INSEE市镇编码为77020。

## 政治
巴诺-维勒加尼翁所属的省级选区为普罗万县。

## 人口

1962-2008年间巴诺-维勒加尼翁人口变化图示

巴诺-维勒加尼翁于2022年1月1日时的人口数量为658人。